# Леонидас Каламарас
Леонидас (Леон) Атанасиу Каламарас (на гръцки: Λεωνίδας Α. Καλαμάρας, на английски: Leonidas Kalamaras) е гръцко-австралийски скулптор и художник.

## Биография
Каламарас е роден в 1932 година в южномакедонския град Лерин (Флорина), Гърция. Учи една година скулптура в Атинското училище за изящни изкуства. В 1950 година емигрира в Пърт, Австралия. Завършва обучението си в Австралия, където получава диплома по скулптура от Пъртското училище по изящни изкуства. От 1968 година преподава в Клермонтското училище по изкуства, където организира отдела за скулптура. В делата му се усещат влияния от древногръцката скулптура и гръцкото изкуство.
Умира в 2014 година.